# Francis Basin
Pour les articles homonymes, voir Basin.
Francis Basin (1903-1975) fut, pendant la Seconde Guerre mondiale, un agent secret franco-britannique du Special Operations Executive.

## Identités
- État civil : François Marcel Basin[1]
- Comme agent du SOE :
  - Nom de guerre (field name) : « Olive »
  - Nom de code opérationnel : URCHIN (en français GARNEMENT)
  - Identité de couverture : aucune[2].

Parcours militaire : Special Operations Executive, section F ; grade : lieutenant.

## Éléments biographiques
Francis Basin naît le 6 août 1903 à Grasse.
En août 1940, il s'engage dans l'armée britannique sur le conseil du colonel Massip dont il est le secrétaire et qui est proche du général de Gaulle. Incorporé comme simple soldat avec une trentaine d'autres Français, il fait toutes ses classes sans penser à devenir agent secret. Il suit les cours d’officier de liaison et passe l’examen à Wanborough Manor (Guildford) le 27 décembre 1940. Un jour il reçoit la visite du commandant Nicolas Bodington, qui dirige alors la section F avant l'arrivée de Maurice Buckmaster. Bodington lui propose de suivre un entraînement spécial pour aller en France remplir une mission dangereuse. « Réfléchissez, lui conseille-t-il. Vous me donnerez votre réponse demain. » Basin réplique : « Je préfère vous dire oui tout de suite. Si je réfléchis, je me dégonflerai. »
Il est une des premières recrues du SOE et suit l'entraînement. Le 14 juillet 1941, il est promu lieutenant.
Mission en France
Définition de la mission : chef du réseau URCHIN, sur la Côte d’Azur. Son nom de guerre est « Olive ».
Le 28 août 1941, il embarque en Angleterre sur le bateau HMS Fidelity . Dans la nuit du 19 au 20 septembre 1941, il débarque près de Perpignan .
Le lendemain de son arrivée, Francis Basin est interpellé par la police à son hôtel (hôtel de Bourgogne, à Cannes) et enfermé au fort Saint-Nicolas de Marseille. Le juge d’instruction reconnaît sa bonne foi et le remet en liberté le 5 octobre 1941, avec un non-lieu.
Pendant plus de dix mois, du 5 octobre 1941 au 18 août 1942, il développe le réseau :
- il prend contact avec le docteur Élie Lévy, dont la maison (31 bis boulevard Foch, Antibes) va devenir un centre d’accueil pour les nombreux agents en transit. Celui-ci le met en rapport avec André Girard, chef du réseau CARTE.
- il établit son quartier général à Cannes, dans la Villa Isabelle, route de Fréjus. Le baron Henri Ravel de Malval « Antoine », qu’il a connu au début de la guerre et qu'il rencontre par hasard à Cannes, met ainsi sa maison à sa disposition. Là, Francis Basin reçoit les agents du SOE débarqués sur la Côte d'Azur. Il réussit à former 31 cellules couvrant plusieurs départements : Bouches-du-Rhône, Var, Basses-Alpes, Alpes-Maritimes. Sept cellules sont affectées à la propagande ;
- il est en contact régulier avec Virginia Hall « Marie », basée à Lyon. Ensemble, ils préparent des rapports envoyés à Londres ;
- il établit des contacts avec les leaders des mouvements de résistance et les aide financièrement : Henri Frenay (LIBERTÉ, qui deviendra COMBAT), le général de La Laurencie (LIBÉRATION NATIONALE), Emmanuel d'Astier de la Vigerie « Bernard » (LIBÉRATION).
- il est en relation avec Londres, d’abord par des rapports envoyés par la valise diplomatique suisse, puis aussi par radio à partir du 20 avril 1942, moment où arrive Isidore Newman « Julien », l’opérateur radio qui lui est affecté.
- André Girard, impressionné par les possibilités de contacts avec Londres que Francis Basin peut assurer, accepte d’envoyer en Angleterre l’un de ses officiers. Il choisit Henri Frager, son second. Mettant à profit le départ de Max Hymans « Frédéric » pour Londres, Francis Basin envoie un rapport sur ses relations avec le réseau CARTE. Malheureusement, Max Hymans est interné trois mois en Espagne, et le rapport n’arrive à Londres que le 12 août 1942 ;

15 janvier 1942. Peter Churchill, en provenance d’Angleterre, lui apporte des directives révisées.
19/20 avril 1942. Arrivée de son opérateur radio, Isidore Newman « Julien ».
Arrestation
18 août 1942. Francis Basin est arrêté à Cannes par la Surveillance du territoire. Il a été donné par un courrier diplomatique suisse, Jean Cogniat, arrêté à la frontière suisse en possession de rapports secrets de Basin.
27/28 août 1942. Arrivée en France de Peter Churchill, qui va prendre la suite du réseau URCHIN dans le Midi, sous le nom de SPINDLE.
4 septembre 1942. Une tentative d’évasion de Francis Basin organisée par le réseau CARTE, dans le train qui l’emmène à la prison Montluc de Lyon, échoue.
De nouveau libre
29 novembre 1942. Francis Basin sort de la prison Montluc avec un faux ordre de liberté provisoire. Les Allemands, qui ont envahi la zone libre, le recherchent. Il est faible et a besoin de soins médicaux, mais il doit se dépêcher de disparaître. Avec l’aide de Lazare Rachline (réseau d’évasion VIC), Virginia Hall l’emmène au Mont-Dore et l’installe dans une maison sûre d’Auvergne. Puis il gagne Nîmes où un avion doit venir le chercher. Mais il a un accident sur le terrain et se casse la jambe.
20 août 1943. Un Hudson le ramène à Londres. Francis Basin reste à Londres jusqu’à la fin de la guerre, comme instructeur à la STS de Beaulieu, puis à l’état-major de la section F, à Londres. Enfin, il est réintégré dans les services français (BCRA), état-major FFI, le 19 septembre 1944, en qualité de chargé de mission de 1re classe.
Après la guerre
Il témoigne de son expérience le 18 mars 1947 auprès de Mlle Patrimonio, et le 3 novembre 1971 auprès d'André Gillois.
Il meurt le 20 octobre 1975 à Paris 12e.

## Reconnaissance
Francis Basin a reçu les distinctions suivantes :
- Royaume-Uni : membre de l’Ordre de l’Empire britannique (MBE),
- France : Croix de guerre 1939-1945, Médaille de la Résistance, Chevalier de la Légion d'honneur (1946),  Officier de la Légion d'honneur (1951).

## Famille
- Son père : Antoine Auguste Benoît Basin, employé aux chemins de fer, 46 ans à la naissance, dom. boulevard Gambetta, NICE (Mėdaille Coloniale, Tunisie).
- Sa mère : Élise Sylvie Irène Adélaïde, née Vernin, sans profession, 39 ans à la naissance.

## Sources et liens externes
- Fiche Basin, François Marcel sur le site Special Forces Roll of Honour.
- Michael Richard Daniell Foot et Jean-Louis Crémieux-Brilhac (annot.) (trad. de l'anglais par Rachel Bouyssou), Des Anglais dans la Résistance : le service secret britannique d'action (SOE) en France, 1940-1944, Paris, Tallandier, 2008, 799 p. (ISBN 978-2-84734-329-8) Traduction en français par Rachel Bouyssou de (en) M. R. D. Foot, SOE in France an account of the work of the British Special Operations Executive in France, 1940-1944, London London Portland, OR, Whitehall History Pub. Frank Cass, 2004 (ISBN 978-0-7146-5528-4) Ce livre présente la version officielle britannique de l’histoire du SOE en France. Une référence essentielle sur le sujet du SOE en France.
- Hugh Verity (trad. de l'anglais, préf. Jacques Mallet), Nous atterrissions de nuit : les atterrissages secrets de la RAF en France, 1940-44 [« We landed by moonlight. »], Viverols, Éd. Vario, 2004, 5e éd., 366 p. (ISBN 2-913663-10-9), p. 275
- Brooks Richards (trad. Pierrick Roullet), Flottilles secrètes : les liaisons maritimes clandestines en France et en Afrique du Nord : 1940-1944 [« Secret Flotillas »], Le Touvet (Isère), Éditions Marcel-Didier Vrac (M.D.V.), 2004, 5e éd. (1re éd. 1978), 366 p. (ISBN 978-2-913663-10-7)
- Lt. Col. E.G. Boxshall, Chronology of SOE operations with the resistance in France during world war II, 1960, document dactylographié (exemplaire en provenance de la bibliothèque de Pearl Witherington-Cornioley, consultable à la bibliothèque de Valençay). Voir sheet 17, DONKEYMAN CIRCUIT.
- Thomas Rabino, Le réseau Carte : histoire d'un réseau de la Résistance antiallemand, antigaulliste, anticommuniste et anticollaborationniste, Paris, Perrin, 2008, 398 p. (ISBN 978-2-262-02646-2)
- Vincent Nouzille, L'espionne : Virginia Hall, une Américaine dans la guerre, Paris, Fayard, octobre 2007, 443 p. (ISBN 978-2-213-62827-1, présentation en ligne).
- André Gillois, Histoire secrète des Français à Londres de 1940 à 1944, Hachette, 1973.
- Claude Bourdet, L’aventure incertaine.
- E. H. Cookridge, "Mettez l’Europe à feu", trad. Jacques Brecard, Fayard, 1968
- Témoignage de Francis Basin recueilli par Mlle Patrimonio le 18 mars 1947, Archives nationales (CARAN, Paris), cote 72 AJ 39/I, pièce 6.